# Ratchet & Clank: Going Commando
Ratchet & Clank: Going Commando (també conegut com a Ratchet & Clank 2: Going Commando o simplement Ratchet & Clank 2) és un videojoc de plataformes en 3D del 2003 desenvolupat per Insomniac Games i publicat per Sony Computer Entertainment per a PlayStation 2. És el segon joc de la franquícia Ratchet & Clank, després de Ratchet & Clank i abans de Ratchet & Clank: Up Your Arsenal. David Kaye torna a fer el paper de Clank mentre James Arnold Taylor substitueix Mikey Kelley com a Ratchet.
El joc és protagonitzat per en Ratchet (un felí antropomorfitzat) i en Clank (un robot humanoide), els quals intenten aturar una conspiració en una nova galàxia que implica un misteriós projecte per a mascotes orquestrat per l'obscur MegaCorp.
La jugabilitat de Going Commando és similar a la del joc original. Els protagonistes es veuen en una perspectiva en tercera persona; el jugador utilitza diverses armes i aparells per derrotar enemics i resol trencaclosques mentre explora planetes, completa seccions de plataformes, realitza minijocs i avança al llarg de la història. Aquesta nova entrega presenta moltes millores respecte al joc original, com ara l'estètica del grafisme i introdueix molts aspectes nous de joc, com l'actualització d'armes de combat.
Going Commando es va publicar aproximadament un any després del joc original i va rebre els elogis de la crítica. Sovint ha estat catalogat com un dels millors jocs de PlayStation 2. La majoria dels crítics van considerar que el joc era superior al seu predecessor i van elogiar els gràfics, la jugabilitat, la història, la caracterització i el so. Tanmateix, diverses opinions també van criticar-ne la implacable dificultat i els minijocs. Pel que fa a les seves vendes, a data de 30 de juny del 2007 se n'havien venut prop de 3 milions de còpies arreu del món.

## Argument

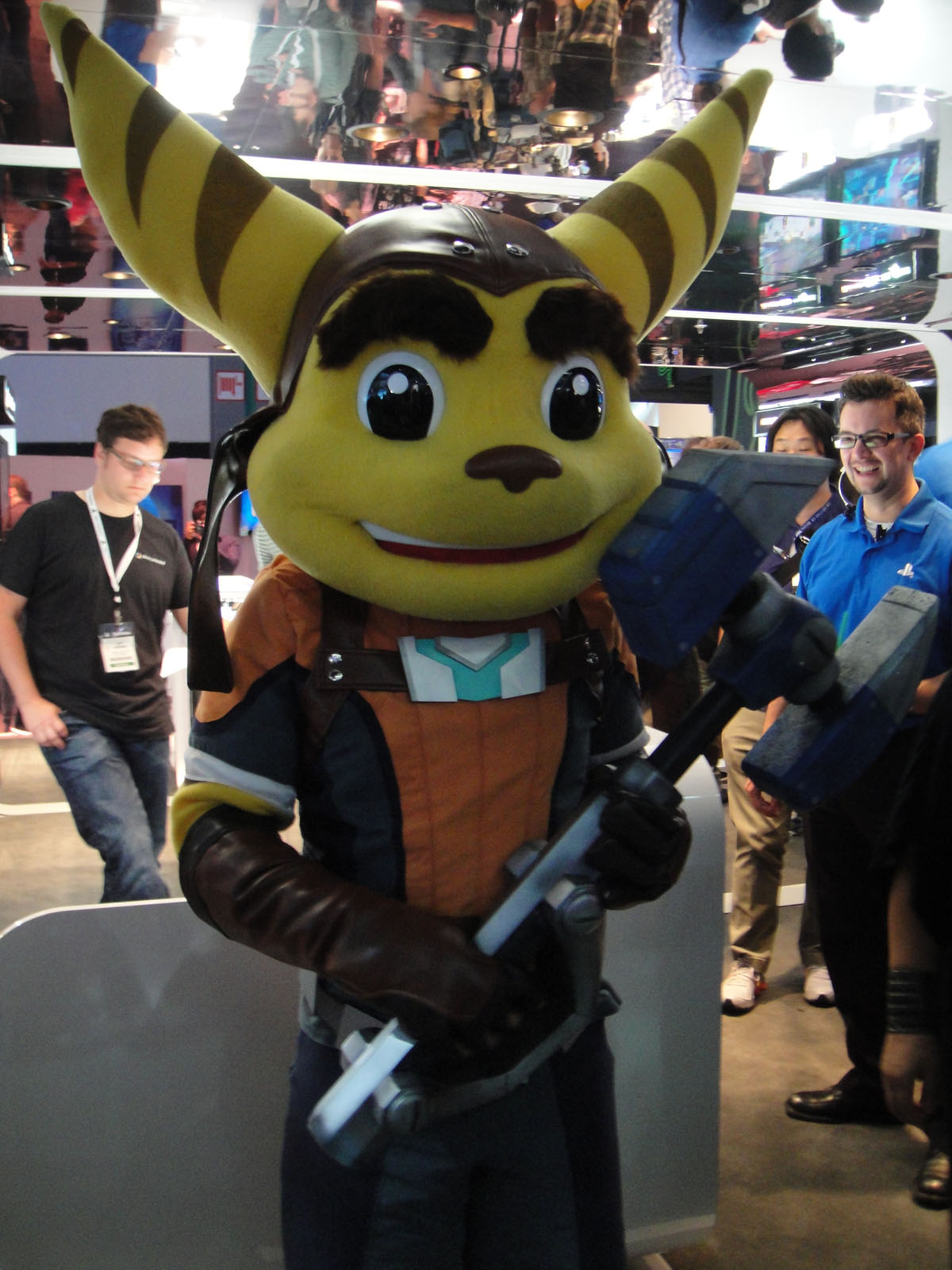
Cosplay d'en Ratchet, personatge principal del joc.

Després de salvar la galàxia Solana de l'amenaça del President Drek, en Ratchet i en Clank esdevenen celebritats. En acabar una entrevista per al programa d'holovisió Behind the Hero, la parella es veu teletransportada de sobte a una nau espacial enviada per Abercrombie Fizzwidget, el fundador i CEO de MegaCorp, el fabricant més gran de béns de consum i electrònica de la galàxia Bogon, qui demana l'ajuda d'en Ratchet per recuperar un experiment biològic robat d'un lladre emmascarat. Al mateix temps ofereix feina a en Clank a l'empresa, tots dos accepten les oportunitats que s'ofereixen. En completar un extens règim d'entrenament de camí cap a la galàxia, Ratchet té l'encàrrec de viatjar a un laboratori al planeta Aranos on es va veure l'experiment per última vegada, abans de poder recuperar-lo, però, el lladre aconsegueix escapar amb ell. Després d'informant a en Fizzwidget, en Ratchet comença a perseguir el lladre, només per rebre un missatge de vídeo que mostra que han capturat en Clank en un intent de dissuadir-lo de la seva missió.
Després de salvar-lo de les urpes del lladre, el duo reunit treballa junt per perseguir el lladre a través de diversos planetes. Tot i que al final se'ls escapa després d'una baralla, en Ratchet i en Clank asseguren l'experiment i concerten una reunió amb Fizzwidget perquè el pugui recuperar. Durant el lliurament, Fizzwidget «accidentalment» deixa el duet en una xarxa de coves al desert del planeta Tabora. Després d'escapar, la parella s'enfronta amb el lladre, que accidentalment exposa la seva veritable identitat: una dona Lombax anomenada Angela Cross, que solia treballar per a Megacorp com a científica. Adverteix a la parella que l'experiment és una amenaça per a tota la galàxia, Angela els dona la ubicació d'una instal·lació de proves al planeta Dobbo on es va crear, i els aconsella que busquin les proves que confirmin la seva història. Seguint el seu exemple, el duet s'infiltra a les instal·lacions i descobreixen un enregistrament de vídeo que revela que l'experiment és molt perillós i capaç de fer entrar a la gent en un estat de fúria assassina. Poc després, l'Angela es posa en contacte amb la parella i revela que MegaCorp ha duplicat l'experiment i té la intenció de vendre'ls com un nou producte anomenat Protopet.
Convençuts que Fizzwidget no és conscient dels defectes del Protopet, en Ratchet i en Clank van a avisar-lo durant un esdeveniment promocional que se celebra al planeta Boldan, només per descobrir que és una trampa del cap Thugs-4-Less, el seu contracte amb Angela, que ha estat comprat per MegaCorp. Capturats, la parella es veu transportada a Aranos i a bord del mateix vaixell, que ara s'utilitza com a presó remota, però aconsegueixen escapar del confinament. Descobreixen que l'Angela també va ser capturada, així que la parella segueix els mercenaris fins al seu amagatall al planeta Snivelak, derroten el seu cap i salven l'Àngela. La intenció és aturar a Fizzwidget, el cap del grup de la seu de MegaCorp al planeta Yeedil, però descobreixen que Fizzwidget no és altre que l'heroi deshonrat, el capità Qwark. Després d'haver atrapat l'autèntic Fizzwidget en un armari de subministraments i robat la seva identitat, Qwark va desfermar el Protopet a la galàxia perquè pogués utilitzar un dispositiu creat per Angela per derrotar les criatures i restaurar la seva antiga reputació. Quan demostra el dispositiu, però, funciona malament i transforma el Protopet original en una bèstia gegantina que el devora. Mentre l'Angela va a rescatar l'autèntic Fizzwidget, en Ratchet sotmet el Protopet i salva la vida d'en Qwark. Amb l'ajuda d'en Clank, l'Angela arregla el dispositiu i emet un senyal a través dels transponders de televisió de MegaCorp, neutralitzant els Protopets i restaurant la pau a la galàxia Bogon.
En una escena de postcrèdits, Ratchet, Clank i Angela passen l'estona a l'apartament d'en Clank, on l'Angela els informa que a en Qwark se li ha assignat un treball com a subjecte de prova per al Crotchetizer a MegaCorp com a càstig per les seves accions.

## Jugabilitat
El jugador controla en Ratchet des d'una perspectiva en tercera persona i utilitza diverses armes per derrotar els enemics. També es poden utilitzar aparells, com ara Gravity Boots i Dynamo, per explorar determinades zones. El jugador viatja als planetes de la galàxia Bogon i completa els objectius principals, així com les missions secundaries opcionals. Els bolts, la moneda del joc, s'obtenen principalment derrotant enemics i trencant caixes situades als nivells als diferents. Going Commando també inclou quatre tipus de minijocs. Aquests jocs inclouen batalles d'arena, batalles mundials esfèriques, curses de bicicletes flotants i carreres/batalles espacials. Després de completar el joc, el jugador també pot entrar al mode desafiament, que és més difícil, però es comença amb les armes i la salut que tenia quan el va acabar per primera vegada, i també es desbloquegen millores d'armes addicionals.
Going Commando presenta divuit armes noves, incloses la pistola Blitz, la Bouncer i la pistola lava. Cada arma té una barra de creixement, que augmenta quan s'utilitza per derrotar els enemics. L'arma s'actualitza un cop s'omple la barra, augmentant la seva potència i canviant-ne el disseny. Alguns dispositius del Ratchet & Clank original tornen, com el Swingshot. El jugador pot utilitzar una partida desada del Ratchet & Clank original per obtenir armes retro del primer joc de forma gratuïta, tot i que aquestes armes no s'actualitzen.
Igual que amb les armes, Ratchet guanya experiència amb cada enemic que derrota. Quan la seva barra d'experiència s'omple, guanya un nou nivell de nanotecnologia. Això li atorga bombolles de salut addicionals; se'n poden obtenir fins a 80. La salut d'en Ratchet també es pot augmentar trobant millores nanotecnològiques. El joc presenta venedors d'armadures, que són capaços de proporcionar fins a quatre nivells addicionals de protecció.

## Desenvolupament
Going Commando va ser aprovat per al desenvolupament cinc mesos abans del llançament del primer joc, després de les crítiques molt positives dels jugadors de prova. L'agost de 2002, Insomniac Games va començar a dissenyar els conceptes visuals, tot i que encara estava solucionant errors en el joc original. Brian Hastings, vicepresident de programació d'Insomniac, va dir en una entrevista del 2003 que el primer pas en el disseny del joc era «intentar trobar algunes 'grans idees'. Aquestes són les coses que creiem que realment cridaran l'atenció de la gent i les que donarem. En el cas de Ratchet & Clank: Going Commando, les grans idees eren elements de rol (com millores d'armes i millores de salut), planetes esfèrics i combat espacial.» Hastings va dir que la inspiració dels mons esfèrics provenien en part de la portada de la novel·la de 1943 El Petit Príncep. Dissenyar els mons esfèrics va requerir canviar unes 50.000 línies del codi del joc, per tenir en compte el diferent maneig de la gravetat. El desenvolupament va trigar un total de deu mesos, temps durant el qual l'equip de disseny d'Insomniac es va duplicar, va passar de 40 empleats a 80.
Una crítica comuna a l'original Ratchet & Clank va ser el disseny i la personalitat d'en Ratchet. Ted Price, el productor del joc, va dir que per solucionar-ho van fer en Ratchet «és menys arrogant, és molt més amigable amb en Clank i és capaç de manejar-se millor en situacions estressants sense ser impetuós, que és com era al primer joc.» A més, James Arnold Taylor substitueix a Mikey Kelley com a actor de veu del personatge, proporcionant una veu més madura. El retorn del Capità Qwark va ser una incorporació tardana al joc. La història va ser escrita pels animadors principals Oliver Wade i John Lally.
Going Commando va ser llançat a Amèrica del Nord l'11 de novembre de 2003, a Europa el 21 de novembre de 2003, i al Japó l'11 de desembre de 2003. El 2004, Sony va afegir Going Commando a la seva sèrie de jocs Greatest Hits per a PlayStation 2, i es va afegir de manera similar a la gamma Platinum usada a la regió PAL el 13 d'agost de 2004 i a la llista japonesa dels millors jocs el 8 de juliol de 2004.

## Recepció
Going Commando va rebre els elogis de la crítica. 1UP.com va dir que «Tot el que van fer a Ratchet & Clank, Going Commando ho fa millor, i els retocs i les addicions ho porten encara més enllà». Andy McNamara de Game Informer va dir que el joc tenia «el millor i el més convincent contingut que Insomniac ha publicat fins al moment».
Andrew Reiner de Game Informer va elogiar els nivells de combat i carreres del joc, i Benjamin Turner de GameSpy va dir de manera similar que «és sorprenent com de divertit pot ser jugar al gladiador interestel·lar». GamePro va elogiar el ritme del joc i va afirmar que el primer joc semblava que no «mostrava la veritable naturalesa fins a la meitat del camí», però que Going Commando tenia la mateixa sensació al final del segon nivell. GameSpot va esmentar que el «gran sentit de l'humor» del joc original també es feia notar a Ratchet & Clank: Going Commando, una declaració que va fer ressò GameZone quan va dir que les escenes de tall del joc «representen algunes de les seqüències més pensades i divertides que s'han vist mai en un joc de plataformes.»
Els gràfics de Going Commando van ser elogiats per diversos ressenyadors, que van esmentar específicament el millor disseny d'en Ratchet. Game Informer va dir que «els detalls gràfics et deixaran bocabadat». GameSpot va considerar que la reutilització dels gràfics per als menús i les pantalles de missió era «un signe de desídia», però va elogiar els gràfics i els efectes de so de les armes del joc. GameSpy va esmentar que «Going Commando és clarament el joc de plataformes amb els gràfics més impressionants del mercat». GameZone, per la seva banda, va informar que el so del joc estava ben fet, inclosa la música, els efectes d'armes i el diàleg.
Les crítiques al joc anaven dirigides al seu nivell de dificultat, que és considerablement superior al del seu predecessor; 1UP.com va fer explícit que això es va notar més al final del joc, on «hi ha nivells que no consisteixen en res més que onades rere onades d'enemics difícils que apareixen per esgotar la vostra munició, i després encara més onades d'enemics». GameSpy, però, va elogiar aquest aspecte del joc i va sostenir que feia Going Commando més interessant que l'original. Alguns experts també van considerar que el combat espacial del joc estava mal fet en comparació amb la resta i que els nivells de Giant Clank eren «descerebrats i avorrits».
El joc va ser guardonat amb l'11è lloc a la llista d'IGN de 2007 en la seva classificació dels 25 millors jocs de PS2 de tots els temps. IGN també va atorgar tant a Going Commando com a Final Fantasy X-2 el premi al Joc del Mes el novembre de 2003 en la seva primera distinció mensual a dues publicacions alhora.
| «                                     | Mentre que el primer Ratchet & Clank va patir, al meu entendre, per la seva homogeneïtzació del caràcter immensament genèrica i per la seva relativa facilitat, Ratchet & Clank Going Commando intenta resoldre aquests problemes de la manera típica d'Insomniac. En Ratchet és massa molest? Deixa que creixi i se'n faci càrrec. El joc és massa fàcil? Incrementa la quantitat i els tipus d'armes per en Ratchet i per als seus enemics. Però Insomniac no només ha esmenat els problemes: ha observat tots els detalls del primer joc i ho ha millorat tot a l'engròs des de zero. Ho ha actualitzat tot i després hi ha afegit coses noves. Al llarg de la seva estructura central, Going Commando millora en tots els sentits. | » |
| — Douglass C. Perry, Cofundador d'IGN | |   |